# بول كروغر
بول كروغر (بالأفريقانية: Stephanus Johannes Paulus Kruger )‏ (و. 1825 – 1904 م) هو سياسي، توفي عن عمر يناهز 79 عاماً ، بسبب ذات الرئة.

## مناصب
تولى منصب رئيس جمهورية جنوب أفريقيا (9 مايو 1883–10 سبتمبر 1900).
| المناصب السياسية | المناصب السياسية                                       | المناصب السياسية          |
| ---------------- | ------------------------------------------------------ | ------------------------- |
| سبقه             | رئيس جمهورية جنوب أفريقيا 9 مايو 1883 - 10 سبتمبر 1900 | تبعه Schalk Willem Burger |

## روابط خارجية
- بول كروغر على موقع الموسوعة البريطانية (الإنجليزية)
- بول كروغر على موقع إن إن دي بي (الإنجليزية)